# Парреттсвілл (Теннессі)
Парреттсвілл (англ. Parrottsville) — місто (англ. town) в США, в окрузі Кок штату Теннессі. Населення — 217 осіб (2020).

## Географія
Парреттсвілл розташований за координатами 36°0′30″ пн. ш. 83°5′29″ зх. д. / 36.00833° пн. ш. 83.09139° зх. д. (36.008233, -83.091341).  За даними Бюро перепису населення США в 2010 році місто мало площу 1,91 км², уся площа — суходіл.

## Демографія
Згідно з переписом 2010 року, у місті мешкали 263 особи в 100 домогосподарствах у складі 70 родин. Густота населення становила 138 осіб/км².  Було 108 помешкань (57/км²).
Расовий склад населення:
| - 87,1 % — білих - 3,8 % — чорних або афроамериканців - 0,8 % — азіатів - 0,4 % — корінних американців - 1,9 % — осіб інших рас |

До двох чи більше рас належало 6,1 %. Частка іспаномовних становила 3,0 % від усіх жителів.
За віковим діапазоном населення розподілялося таким чином: 24,3 % — особи молодші 18 років, 64,3 % — особи у віці 18—64 років, 11,4 % — особи у віці 65 років та старші. Медіана віку мешканця становила 39,5 року. На 100 осіб жіночої статі у місті припадало 97,7 чоловіків;  на 100 жінок у віці від 18 років та старших — 95,1 чоловіків також старших 18 років.
Середній дохід на одне домашнє господарство  становив 43 028 доларів США (медіана — 40 875), а середній дохід на одну сім'ю — 45 143 долари (медіана — 43 750). Медіана доходів становила 42 031 долар для чоловіків та 25 625 доларів для жінок. За межею бідності перебувало 24,7 % осіб, у тому числі 20,5 % дітей у віці до 18 років та 30,0 % осіб у віці 65 років та старших.
Цивільне працевлаштоване населення становило 120 осіб. Основні галузі зайнятості: освіта, охорона здоров'я та соціальна допомога — 23,3 %, виробництво — 19,2 %, мистецтво, розваги та відпочинок — 17,5 %.